# Pagarushë
Pagarushë / Pagaruša (cyr. Пагаруша) – wieś w Kosowie, w regionie Prizren, w gminie Malishevë/Mališevo. W 2011 roku liczyła 1742 mieszkańców. 